# Royal Automobile Club
Il Royal Automobile Club è un'associazione sportiva privata britannica con sede all'89 Pall Mall, Londra.

## Storia

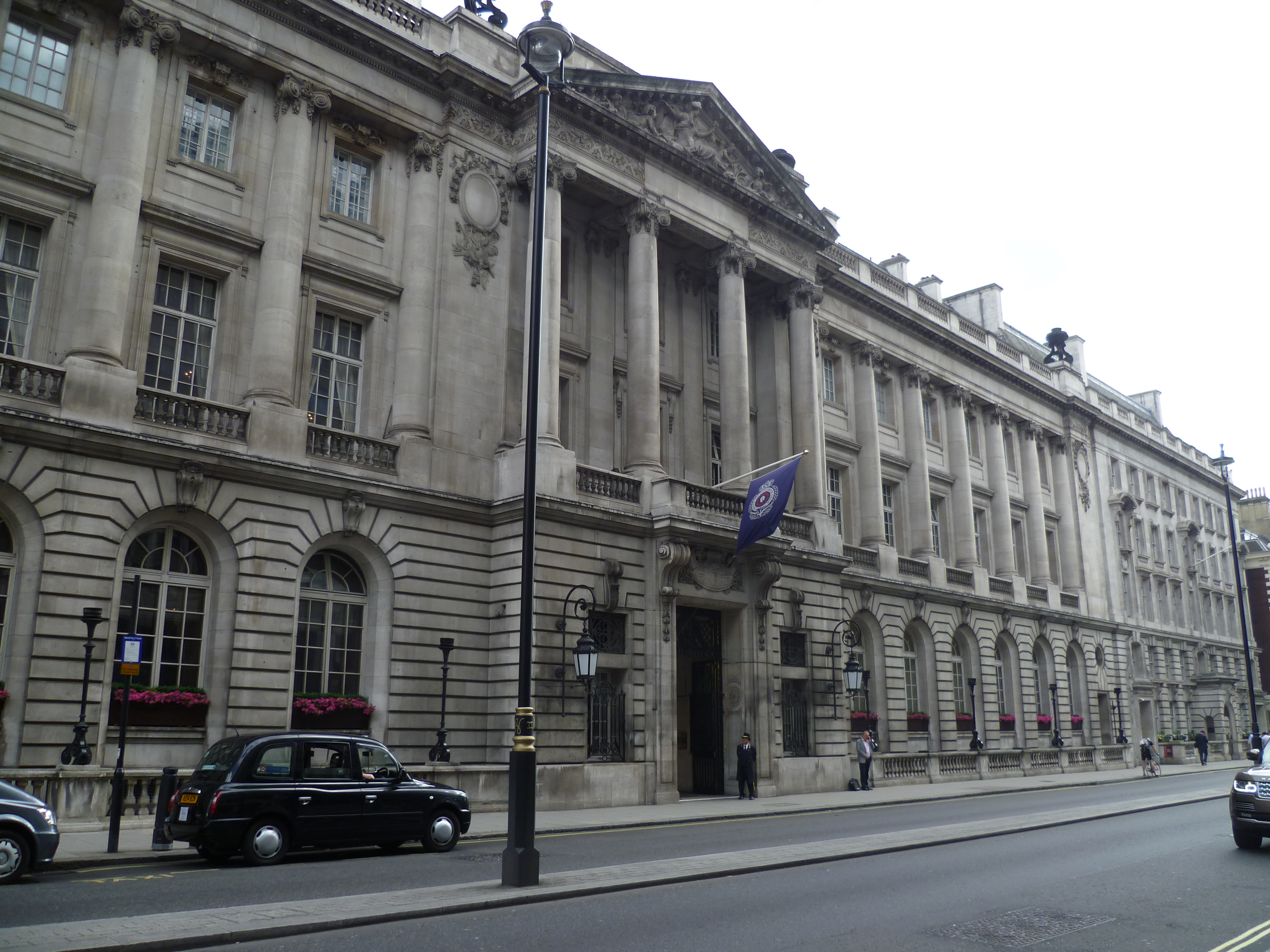
La sede londinese

Fu fondata il nel 1897 col nome di Automobile Club of Great Britain and Ireland. Nel 1902 l'associazione si batté strenuamente per l'aumento del limite massimo di velocità, imposto nel 1896, fissato a 22km/h, poiché ritenuto assurdo e raramente rispettato. L'organizzazione, grazie all'appoggio del Primo Ministro Arthur James Balfour, riuscì ad avere una notevole influenza sulle modifiche del codice della strada inglese del 1903, che, nonostante la proposta di abolire i limiti, portò il limite massimo di velocità a 32km/h.
Nel 1905 il Club organizzò per la prima volta la corsa motociclistica Tourist Trophy, che si tiene annualmente sull'Isola di Man ed è la più antica esistente. Grazie a ciò l'autorità dell'associazione accrebbe talmente da diventare l'organo competente degli sport motoristici e nel 1907, grazie all'apprezzamento del Re Edoardo VII verso il campo di interesse del Club, ricevette l'onorificenza di adottare il nome attuale.
Allo scoppio della prima guerra mondiale, nell'agosto del 1914, il Club inviò, in aiuto del Corpo di spedizione britannico in Francia e in Belgio, 25 suoi membri, il cui gruppo è conosciuto come "Royal Automobile Club Volunteer Force", con le loro proprie che facessero da messaggeri e da autisti; nello stesso anno furono inviate da parte del Club altre auto per favorire il recupero dei caduti della Croce rossa.
Nel 1926 il RAC organizzò per la prima vota il Gran Premio di Gran Bretagna presso il circuito di Brooklands.

## Presidenti del Royal Automobile Club
- 1904-1911, George Sutherland-Leveson-Gower, III duca di Sutherland
- 1911-1942, Arturo, duca di Connaught e Strathearn
- 1942-1943, Giorgio, duca di Kent
- 1943-1979, Louis Mountbatten
- 1979-presente, Michael di Kent